# Puiești
Puiești – wieś w Rumunii, w okręgu Vaslui, w gminie Puiești. W 2011 roku liczyła 1321 mieszkańców.